# Patrick Battiston
Patrick Battiston (født 12. marts 1957 i Amnéville, Frankrig) er en tidligere fransk fodboldspiller, der som forsvarsspiller på det franske landshold var med til at vinde guld ved EM i 1984 og nå semifinalerne ved både VM i 1982 og VM i 1986. På klubplan spillede han udelukkende i sit hjemland, og var tilknyttet klubberne FC Metz, AS Saint-Étienne, Girondins Bordeaux samt AS Monaco.

## Schumacher-sammenstødet
Battiston er måske bedst kendt på grund af den legendarisk berygtede situation der udspillede sig i semifinale-dramaet ved VM i 1982, hvor franskmændene mødte Vesttyskland. I en løbeduel mod tyskernes målmand Toni Schumacher kastede denne sig brutalt ind i Battiston, der slog adskillige tænder ud, blev ramt af hjernerystelse og senere lå i koma. Kampens dommer dømte end ikke frispark i situationen, og Schumacher kunne uanfægtet fortsætte kampen, mens Battiston blev båret ud.